# صبيح الوهبي
الدكتور صبيح حسن الوهبي هو طبيب عراقي شغل منصب وزير الصحة في وزارة أرشد العمري الثانية في 9 حزيران 1954 بعد استقالة الدكتور عبد الهادي الباجه جي. استقالت هذه الوزارة في 17 حزيران 1954 ثم بقيت لتصريف الأعمال حتى تشكلت وزارة نوري السعيد الثانية عشر في 3 أيلول 1954.
كان ضمن الهيئة الطبية التي أعلنت التقرير الطبي المتعلق بوفاة الملك غازي. كما شغل منصب مدير مستشفى الكرخ العام 1950، ومدير مستشفى التويثة عام 1959.
وهو حاصل على جائزة مؤسسة شوشا لعام 1970.
كان له دور في إنشاء أول كلية تمريض وثاني كلية طب في العراق. كما كان له دور في التوعية من أمراض البجل والسفلس في العراق ودول أخرى مثل سوريا ودول شرق المتوسط. كما شغل مناصب في منظمة الصحة العالمية، كما ترأس منظمة الصحة العالمية لفترة 3 أسابيع عام 1957.
توفي عام 1983.